# Шитов Олександр Іванович
Олександр Іванович Шитов (24 серпня 1925, тепер Балахнинського району Нижньогородської області, Російська Федерація — 20 січня 2001, місто Москва) — радянський діяч, 1-й секретар Волгоградського міського комітету КПРС, 2-й секретар ЦК КП Таджикистану, 1-й заступник голови Комітету народного контролю СРСР. Член Бюро ЦК КП Таджикистану в 1970—1975 роках. Кандидат у члени ЦК КПРС у 1971—1990 роках. Депутат Верховної Ради РРФСР 7-го, 10—11-го скликань. Депутат Верховної Ради СРСР 8—9-го скликань.

## Життєпис
У 1940—1945 роках — фрезерувальник, майстер, конструктор на заводах міста Горького.
З 1945 по 1946 рік служив у Радянській армії.
У 1946—1947 роках — конструктор, старший майстер заводу міста Горького.
У 1947—1952 роках — студент Горьковського інституту інженерів водного транспорту.
У 1952—1959 роках — технолог, начальник цеху, головний механік, голова заводського комітету профспілки заводу Міністерства суднобудівної промисловості в місті Сталінграді.
Член КПРС з 1955 року.
У 1959—1961 роках — 1-й секретар Красноармєйського районного комітету КПРС міста Сталінграда.
У 1961—1962 роках — завідувач відділу Волгоградського обласного комітету КПРС.
У 1962 році — 2-й секретар Волгоградського міського комітету КПРС.
У грудні 1962 — грудні 1964 року — 1-й заступни голови виконавчого комітету Волгоградської промислової обласної ради депутатів трудящих.
У грудні 1964 — 1967 року — 1-й секретар Волгоградського міського комітету КПРС.
У 1967—1970 роках — інспектор ЦК КПРС.
15 грудня 1970 — 24 травня 1975 року — 2-й секретар ЦК КП Таджикистану.
У травні 1975 — 1989 року — 1-й заступник голови Комітету народного контролю СРСР.
З 1989 року — персональний пенсіонер союзного значення в Москві. Помер 20 січня 2001 року.

## Нагороди і звання
- орден Леніна
- три ордени Трудового Червоного Прапора (, 1985)
- медалі